# Feel Like Makin' Love
„Feel Like Makin' Love“ (на български: „Прави ми се любов“) е песен на английската хардрок група Бед Къмпани, издадена като сингъл през 1975 година. Композицията се превръща в едно от емблематичните произведения за групата добивайки статус на световна рок класика.
Песента е написана от вокалиста Пол Роджърс и китариста Мик Ралфс. Включена е като втора песен в дългосвирещия албум на групата от 1975 година – Straight Shooter.
„Feel Like Makin' Love“ достига до №10 в класацията „Billboard Hot 100“ за сингли. Включена е от музикалната медийна компания VH1 сред стоте най-велики хардрок песни за всички времена.
Композицията е изпълнявана по време на концертите на групата Куийн с Пол Роджърс при съвместната им работа през втората половина на 2000-те.

## Музиканти
- Пол Роджърс – вокали, китара
- Мик Ралфс – китара
- Саймън Кърк – барабани
- Боз Бърел – баскитара

## Официални кавъри
- 1994 година – Кавър от бившата певица на The Chimes – Полин Хенри, достигнал до №12 в британската класация.
- 1995 година – Кавър от кънтри музиканта Филип Клейпул за дебютния му албум A Circus Leaving Town.
- 2003 година – Кавър от Кид Рок за едноименния му албум Kid Rock.